# Feeder (Band)
Feeder ist eine britische Rockband aus Chepstow in Wales.

## Geschichte
Feeder wurde 1992 in London von dem walisischen Sänger Grant Nicholas, dem japanischen Bassisten Taka Hirose und dem Schlagzeuger Jon Lee gegründet.
Nach den zwei EPs Two Colours und Swim, die 1995 und 1996 erschienen, brachte Feeder im darauf folgenden Jahr ihr erstes Album Polythene heraus. Die zwei nächsten Alben Yesterday Went Too Soon und Echo Park, welche 1999 und 2001 veröffentlicht wurden, landeten in den britischen Charts auf einstelligen Plätzen. Auch die Singles, insbesondere Buck Rogers vom Album Echo Park, waren erfolgreich. Sowohl Seven Days in the Sun als auch Buck Rogers wurden in Großbritannien häufig im Radio gespielt, letzterer erschien auch im Soundtrack des Films Im Fadenkreuz – Allein gegen alle (Behind Enemy Lines). Beide Titel sind auch in der europäischen Version des PlayStation-2-Spiels Gran Turismo 3 – A-Spec zu hören; zur Untermalung des Intros dient ein spezieller Mix von Just a Day. Im Nachfolger Gran Turismo 4 ist das zum Erscheinungstermin auch im Film Wächter der Nacht zu hörende Shatter enthalten. Bereits auf der ersten Version des PlayStation-1-Spiels Gran Turismo war der Song Sweet 16 von der EP Swim zu hören.
Im Januar 2002 wurde Jon Lee nach dessen Suizid durch den englischen Drummer Mark Richardson ersetzt, der ursprünglich der Schlagzeuger von Skunk Anansie bis zu deren Auflösung war. Das im Oktober 2002 erschienene Album Comfort in Sound war allerdings noch unter der Mitwirkung von Jon Lee entstanden. Das Album scheint voller Trauer, der Tod des ehemaligen Bandmitglieds liegt wie eine dunkle Wolke über jedem hymnischen Teil der melancholischen Songs. Trotzdem versprüht das Album auch Hoffnung und Zuversicht.
Feeders nächstes Album Picture of Perfect Youth war eine Sammlung von 36 B-Seiten, darunter auch das Lied Just a Day, welches zwar als selbstständige Single verkauft wurde, zuvor aber nur als B-Seite erhältlich war. Dieses Album war zunächst nur in limitierter Anzahl über die Webseite der Band erhältlich. Seit 2007 ist eine Wiederveröffentlichung im Handel zu kaufen.
Ihr fünftes Album Pushing the Senses erschien 2005 nach langer Pause, gefolgt von dem Album Silent Cry im Jahre 2008.
Am 6. Mai 2009 wurde bekanntgegeben, dass Mark Richardson die Band verlassen hat, um sich den wiedervereinigten Skunk Anansie anzuschließen. Mit dem Schlagzeuger Karl Brazil wurde im Dezember 2009 das Nebenprojekt Renegades gegründet, welches bisher zwei EP veröffentlicht hat.
Seit 5. Juli 2010 erschien das siebte Feeder-Studioalbum Renegades, welches unter anderem mit dem Schlagzeuger Karl Brazil entstand.
Im Frühjahr 2012 veröffentlichte die Band in der gleichen Besetzung ihr achtes Studioalbum Generation Freakshow, dessen erste Singleauskopplung Borders schon seit Januar erhältlich war.
Nach vier Jahren Stille erschien am 7. Oktober 2016 das neunte Album der Band, welches den Namen All Bright Electric trägt.

## Diskografie

### Studioalben
| Jahr | Titel                   | Höchstplatzierung, Gesamtwochen, AuszeichnungChartplatzierungen (Jahr, Titel, Platzierungen, Wochen, Auszeichnungen, Anmerkungen) | Höchstplatzierung, Gesamtwochen, AuszeichnungChartplatzierungen (Jahr, Titel, Platzierungen, Wochen, Auszeichnungen, Anmerkungen) | Höchstplatzierung, Gesamtwochen, AuszeichnungChartplatzierungen (Jahr, Titel, Platzierungen, Wochen, Auszeichnungen, Anmerkungen) | Anmerkungen                              |
| Jahr | Titel                   | AT | CH | UK | Anmerkungen                              |
| ---- | ----------------------- | --- | --- | --- | ---------------------------------------- |
| 1997 | Polythene               | — | — | UK65 Gold · (2 Wo.)UK | Erstveröffentlichung: 19. Mai 1997       |
| 1999 | Yesterday Went Too Soon | — | — | UK8 Gold · (4 Wo.)UK | Erstveröffentlichung: 30. August 1999    |
| 2001 | Echo Park               | — | — | UK5 Platin · (24 Wo.)UK | Erstveröffentlichung: 23. April 2001     |
| 2002 | Comfort in Sound        | — | — | UK6 Platin · (66 Wo.)UK | Erstveröffentlichung: 21. Oktober 2002   |
| 2005 | Pushing the Senses      | AT62 (1 Wo.)AT | CH75 (1 Wo.)CH | UK2 Gold · (16 Wo.)UK | Erstveröffentlichung: 31. Januar 2005    |
| 2008 | Silent Cry              | — | — | UK8 (4 Wo.)UK | Erstveröffentlichung: 16. Juni 2008      |
| 2010 | Renegades               | — | — | UK16 (2 Wo.)UK | Erstveröffentlichung: 5. Juli 2010       |
| 2012 | Generation Freakshow    | — | — | UK13 (2 Wo.)UK | Erstveröffentlichung: 23. April 2012     |
| 2016 | All Bright Electric     | — | — | UK10 (1 Wo.)UK | Erstveröffentlichung: 21. September 2016 |
| 2019 | Tallulah                | — | CH66 (1 Wo.)CH | UK4 (1 Wo.)UK | Erstveröffentlichung: 9. August 2019     |
| 2022 | Torpedo                 | — | — | UK5 (1 Wo.)UK | Erstveröffentlichung: 18. März 2022      |
| 2024 | Black/Red               | — | — | UK8 (1 Wo.)UK | Erstveröffentlichung: 5. April 2024      |

### Kompilationen
| Jahr | Titel                    | Höchstplatzierung, Gesamtwochen, AuszeichnungChartsChartplatzierungen (Jahr, Titel, Platzierungen, Wochen, Auszeichnungen, Anmerkungen) | Anmerkungen                                                                 |
| Jahr | Titel                    | UK | Anmerkungen                                                                 |
| ---- | ------------------------ | --- | --------------------------------------------------------------------------- |
| 1996 | Swim                     | UK91 (1 Wo.)UK | Erstveröffentlichung: 24. Juni 1996 Wiederveröffentlichung: 30. Juli 2001   |
| 2004 | Picture of Perfect Youth | UK65 (1 Wo.)UK | Erstveröffentlichung: 10. August 2004 Wiederveröffentlichung: 19. März 2007 |
| 2006 | The Singles              | UK2 Platin · (35 Wo.)UK | Erstveröffentlichung: 15. Mai 2006                                          |
| 2017 | The Best Of / Arrow      | UK10 Silber · (2 Wo.)UK | Erstveröffentlichung: 29. September 2017                                    |

### EPs
- 1995: Two Colours
- 2008: iTunes Live: London Festival ’08
- 2008: Napster Sessions

Weitere Alben
- 1997: High
- 1998: Polythene: The Video Singles
- 2000: Another Yesterday
- 2001: Seven Days in the Sun
- 2001: Best Days in the Sun
- 2003: Find the Colour
- 2005: Feel it Again
- 2009: Seven Sleepers

### Singles
| Jahr | Titel Album                               | Höchstplatzierung, Gesamtwochen, AuszeichnungChartsChartplatzierungen (Jahr, Titel, Album, Platzierungen, Wochen, Auszeichnungen, Anmerkungen) | Anmerkungen                              |
| Jahr | Titel Album                               | UK | Anmerkungen                              |
| ---- | ----------------------------------------- | --- | ---------------------------------------- |
| 1997 | Tangerine Polythene                       | UK60 (2 Wo.)UK | Erstveröffentlichung: 24. Februar 1997   |
| 1997 | Cement Polythene                          | UK53 (2 Wo.)UK | Erstveröffentlichung: 28. April 1997     |
| 1997 | Crash Polythene                           | UK48 (2 Wo.)UK | Erstveröffentlichung: 11. August 1997    |
| 1997 | High Polythene                            | UK24 (2 Wo.)UK | Erstveröffentlichung: 6. Oktober 1997    |
| 1998 | Suffocate Polythene                       | UK37 (2 Wo.)UK | Erstveröffentlichung: 16. Februar 1998   |
| 1999 | Day In Day Out Yesterday Went Too Soon    | UK31 (2 Wo.)UK | Erstveröffentlichung: 22. März 1999      |
| 1999 | Insomnia Yesterday Went Too Soon          | UK22 (3 Wo.)UK | Erstveröffentlichung: 24. Mai 1999       |
| 1999 | Yesterday Went Too Soon                   | UK20 (4 Wo.)UK | Erstveröffentlichung: 9. August 1999     |
| 1999 | Paperfaces Yesterday Went Too Soon        | UK41 (2 Wo.)UK | Erstveröffentlichung: 20. November 1999  |
| 2001 | Buck Rogers Echo Park                     | UK5 Platin · (7 Wo.)UK | Erstveröffentlichung: 8. Januar 2001     |
| 2001 | Seven Days in the Sun Echo Park           | UK14 (8 Wo.)UK | Erstveröffentlichung: 13. April 2001     |
| 2001 | Turn Echo Park                            | UK27 (4 Wo.)UK | Erstveröffentlichung: 2. Juli 2001       |
| 2001 | Just a Day Picture of Perfect Youth       | UK12 Gold · (7 Wo.)UK | Erstveröffentlichung: 10. Dezember 2001  |
| 2002 | Come Back Around Comfort in Sound         | UK14 (6 Wo.)UK | Erstveröffentlichung: 7. Oktober 2002    |
| 2003 | Just the Way I’m Feeling Comfort in Sound | UK10 Silber · (8 Wo.)UK | Erstveröffentlichung: 13. Januar 2003    |
| 2003 | Forget about Tomorrow Comfort in Sound    | UK12 (5 Wo.)UK | Erstveröffentlichung: 5. Mai 2003        |
| 2003 | Find the Colour Comfort in Sound          | UK24 (4 Wo.)UK | Erstveröffentlichung: 22. September 2003 |
| 2005 | Tumble and Fall Pushing the Senses        | UK5 (5 Wo.)UK | Erstveröffentlichung: 17. Januar 2005    |
| 2005 | Feeling a Moment Pushing the Senses       | UK13 Silber · (5 Wo.)UK | Erstveröffentlichung: 4. April 2005      |
| 2005 | Pushing the Senses                        | UK30 (3 Wo.)UK | Erstveröffentlichung: 27. Juni 2005      |
| 2005 | Shatter / Tender Pushing the Senses       | UK11 (4 Wo.)UK | Erstveröffentlichung: 10. Oktober 2005   |
| 2006 | Lost and Found The Singles                | UK12 (5 Wo.)UK | Erstveröffentlichung: 1. Mai 2006        |
| 2006 | Save Us The Singles                       | UK34 (2 Wo.)UK | Erstveröffentlichung: 24. Juli 2006      |
| 2008 | We Are the People Silent Cry              | UK25 (2 Wo.)UK | Erstveröffentlichung: 9. Juni 2008       |
| 2011 | Side by Side –                            | UK91 (1 Wo.)UK | Erstveröffentlichung: 27. März 2011      |
| 2012 | Borders Generation Freakshow              | UK52 (1 Wo.)UK | Erstveröffentlichung: 30. Januar 2012    |

Weitere Singles
- 1996: Stereo World
- 2001: Piece By Piece
- 2003: Comfort in Sound
- 2008: Tracing Lines / Silent Cry
- 2010: Call Out
- 2010: Renegades
- 2010: Down to the River / This Town
- 2012: Children of the Sun
- 2012: Idaho
- 2016: Universe of Life
- 2016: Eskimo
- 2017: Another Day on Earth

## Auszeichnungen für Musikverkäufe
| Goldene Schallplatte - Irland - 2006: für das Album The Singles |

Anmerkung: Auszeichnungen in Ländern aus den Charttabellen bzw. Chartboxen sind in ebendiesen zu finden.
| Land/RegionAuszeichnungen für Musikverkäufe (Land/Region, Auszeichnungen, Verkäufe, Quellen) | Silber     | Gold     | Platin     | Verkäufe  | Quellen        |
| -------------------------------------------------------------------------------------------- | ---------- | -------- | ---------- | --------- | -------------- |
| Irland (IRMA)                                                                                | —          | Gold1    | —          | 7.500     | irishcharts.ie |
| Vereinigtes Königreich (BPI)                                                                 | 3× Silber3 | 4× Gold4 | 4× Platin4 | 2.660.000 | bpi.co.uk      |
| Insgesamt                                                                                    | 3× Silber3 | 5× Gold5 | 4× Platin4 |           |                |